# 因約克恩 (加利福尼亞州)
因約克恩（英語：Inyokern）是位於美國加利福尼亞州克恩縣的一個人口普查指定地區。

## 地理
因約克恩的座標為35°38′49″N 117°48′45″W / 35.64694°N 117.81250°W，而該地最高點為海拔高度742米（即2434英尺）。

## 人口
根據2010年美國人口普查的數據，因約克恩的面積為28.279平方千米，當中陸地面積為28.276平方千米，而水域面積為0.003平方千米。當地共有人口1099人，而人口密度為每平方千米38人。